# Dundas (Tasmânia)
Dundas é uma cidade fantasma, campo de minério e estação ferroviária no lado ocidental do estado australiano da Tasmânia. Seu território agora faz parte da localidade de Zeehan.
A cidade localizava-se a 5 km a leste da cidade de Zeehan e a quase 10 km a oeste de Mount Read. A localização de Dundas, em meio às montanhas, tinha grande cobertura florestal, o que tornava a região perigosa quando da ocorrência de incêndios florestais.
A localidade, por sua proximidade com o Monte Read, estava também sujeita a chuvas pesadas e tempo frio.
A agência de correios Mount Dundas foi aberta em 22 de novembro de 1890: renomeada como Dundas em 1892, foi fechada em 1930. O jornal Zeehan and Dundas Herald (1902–1922) foi um dos mais importante da Costa Oeste tasmaniana durante sua operação.
Foi descoberta prata na região de Dundas em 1890 e o nome do campo de Dundas foi incorporado ao do campo adjacente de Zeehan.
Na mina de Adelaide, próxima a Dundas, foram encontrados espécimes especiais de crocoíta e outros minerais raros. A dundasita foi assim nomeada em função da localidade de Dundas.

### Específica
- Bottrill, R.S., Williams, P., Dohnt, S., Sorrell, S. and Kemp, N.R. 2006. Crocoite and associated minerals from Dundas and other locations in Tasmania. Australian Journal of Mineralogy, (Dundas Issue) 12, 59-90
- Bottrill, R. S. (2000) New minerals from old deposits: The Dundas Mineral Field, Tasmania in Abstracts Minerals and Museums 2000: 4th seminar. Melbourne, Victoria, June 2000.
- Reid, A. McIntosh. (1925)  The Dundas mineral field Geological Survey Bulletin 36,  Dept. of Mines, Hobart, Tasmania.
- Tilley, Wilberton. (1891)  The wild west of Tasmania : being a description of the silver fields of Zeehan and DundasEvershed Bros., Zeehan, Tas. : Dundas, Tas. :

### Sobre a região
- Haupt, J., 1988: Minerals of Western Tasmania. Mineralogical Record, Australia Issue, 196, 381-388
- Atkinson, H.K. (1991). Railway Tickets of Tasmania. [S.l.: s.n.] ISBN 0-9598718-7-X
- Blainey, Geoffrey (2000). The Peaks of Lyell 6th ed. Hobart: St. David's Park Publishing. ISBN 0-7246-2265-9
- Whitham, Charles (2003). Western Tasmania — A land of riches and beauty Reprint 2003 ed. Queenstown: Municipality of Queenstown